# Deutsches Krankenhausinstitut
Das Deutsche Krankenhausinstitut e. V. (DKI) ist eine Einrichtung für Forschung und Fortbildung im Bereich der Organisation des Gesundheitswesens in Düsseldorf.

## Beschreibung
Das DKI befindet sich in der Trägerschaft von drei krankenhausseitigen Verbänden:
- Deutsche Krankenhausgesellschaft
- Verband leitender Krankenhausärztinnen und -ärzte e.V. (VLK)
- Verband der Krankenhausdirektoren Deutschlands

Die Forschungs- und Beratungstätigkeiten sind dem Deutschen Krankenhausinstitut e.V. zugeordnet. Aufgabe der 1994 als 100-prozentige Tochter des Deutschen Krankenhausinstitut e.V. gegründeten Deutschen Krankenhausinstitut GmbH ist die Durchführung von branchenspezifischen Fort- und Weiterbildungen.
Im Kuratorium des Deutschen Krankenhausinstituts e.V. sind außerdem die leitenden Krankenpflegeberufe und die Medizinische Fakultät der Universität Düsseldorf vertreten.

## Tätigkeit
Hauptaufgabe des DKI sind Forschungs- und Beratungsdienstleistungen für Einrichtungen der Gesundheitsbranche mit Schwerpunkt Krankenhausorganisation sowie Fortbildung und Weiterbildung aller Berufsgruppen im Krankenhauswesen. Das DKI führt auch Forschungen im Auftrag anderer gesellschaftlicher Institutionen aus, beispielsweise für Ministerien, Verbände und einzelne Krankenhäuser. Das DKI soll dazu beitragen, dass aktuelle und zukünftige Probleme des Gesundheitssystems bewältigt werden können und allen Bevölkerungsgruppen eine qualitativ hochwertige Gesundheitsversorgung zur Verfügung steht.

## Forschungsergebnisse des DKI (Beispiele)
- 29. September 2022 Erdgas in deutschen Krankenhäusern[5]
- 19. Juli 2022 Klimaschutz in deutschen Krankenhäusern: Status quo, Maßnahmen und Investitionskosten[6]
- 28. Mai 2020 Auswirkungen der COVID-19-Pandemie und des Krankenhausentlastungsgesetzes auf die Krankenhäuser[7]
- November 2019 Das Digitale Krankenhaus[8]
- 2021 Krankenhausbarometer[9]

## Fortbildungsangebote des DKI
Das DKI bietet ein reichhaltiges Angebot von Fortbildungsmöglichkeiten in verschiedenen Formaten vom Inhouse-Seminar bis zur Online-Schulung. Angesprochen werden alle Berufsgruppen im Gesundheitswesen wie Pflegedienst und Ärztlichen Dienst, Buchhaltung und Geschäftsführung. Entsprechend unterschiedlich sind die Themengebiet: Führung, Management und Kommunikation, Recht, Personal-, Finanz- und Rechnungswesen, Datenschutz und IT.